# Cantón de Thorens-Glières
El cantón de Thorens-Glières era una división administrativa francesa que estaba situada en el departamento de Alta Saboya y la región de Ródano-Alpes.

## Composición
El cantón estaba formado por seis comunas:
- Aviernoz
- Évires
- Groisy
- Les Ollières
- Thorens-Glières
- Villaz

## Supresión del cantón de Thorens-Glières
En aplicación del Decreto nº 2014-153 de 13 de febrero de 2014, el cantón de Thorens-Glières fue suprimido el 22 de marzo de 2015 y sus 6 comunas pasaron a formar parte del nuevo cantón de Annecy-le-Vieux.